# Onex Corporation
Onex Corporation ist ein kanadisches Beteiligungsunternehmen mit Unternehmenssitz in Toronto.
Das Unternehmen wurde 1983 von Gerry Schwartz gegründet, der gegenwärtig die Mehrheit am Unternehmen hält. Zum 31. Dezember 2023 verwaltete Onex 8,4 Mrd. US-Dollar eigenes Kapital und 33,7 Mrd. US-Dollar Einlagen.

## Unternehmensaktivitäten
Im Januar 2007 erwarb Onex Corporation gemeinsam mit Goldman Sachs das Unternehmen Raytheon Aircraft Company von Raytheon und formte daraus das Unternehmen Hawker Beechcraft.
Im Juni 2007 verkaufte General Motors das Unternehmen Allison Transmission an die Finanzinvestoren Carlyle Group und Onex Corporation. Zusammen mit dem kanadischen Pensionsfonds wurde 2010 Tomkins übernommen, Onex hielt dabei jedoch nur 14 % der Anteile.
Im September 2012 übernahm die Onex Corporation den Maschinenbaukonzern Krauss-Maffei von der Beteiligungsgesellschaft Madison Capital Partners aus Chicago. 2016 wurde das Unternehmen an ChemChina weiterverkauft.
2015 übernahm Onex die SIG Group von der Rank Group und brachte sie ab 2018 wieder zurück an die Börse.
Ende 2017 erwarb Onyx die SMG, einen der weltweit größte Betreiber von Veranstaltungsstätten mit weltweit über 200 Stadien, Arenen, Messe- und Kongresszentren, Theatern und Science Centern. Im Oktober 2019 fusionierte SMG mit dem Rivalen AEG Facilities zu ASM Global, die zu gleichen Teilen von Onyx und AEG gehalten wird.

## Beteiligungen
Onex Partners (Auswahl):
- Acacium Group
- AIT (Advanced Integration Technology)
- BBAM
- Clarivate Analytics
- Emerald Expositions
- Fischbach
- Newport Healthcare
- Westjet Airlines

ONCAP (Auswahl):
- AutoSavvy
- Biomerics
- Chatters Canada
- Komar Industries
- Venanpri Group
- Walter Surface Technologies

Direktinvestments:
- Ryan Specialty
- Unanet